# Arquillinos
Arquillinos – gmina w Hiszpanii, w prowincji Zamora, w Kastylii i León, o powierzchni 17,64 km². W 2011 roku gmina liczyła 135 mieszkańców.